# Molly (musikgrupp)

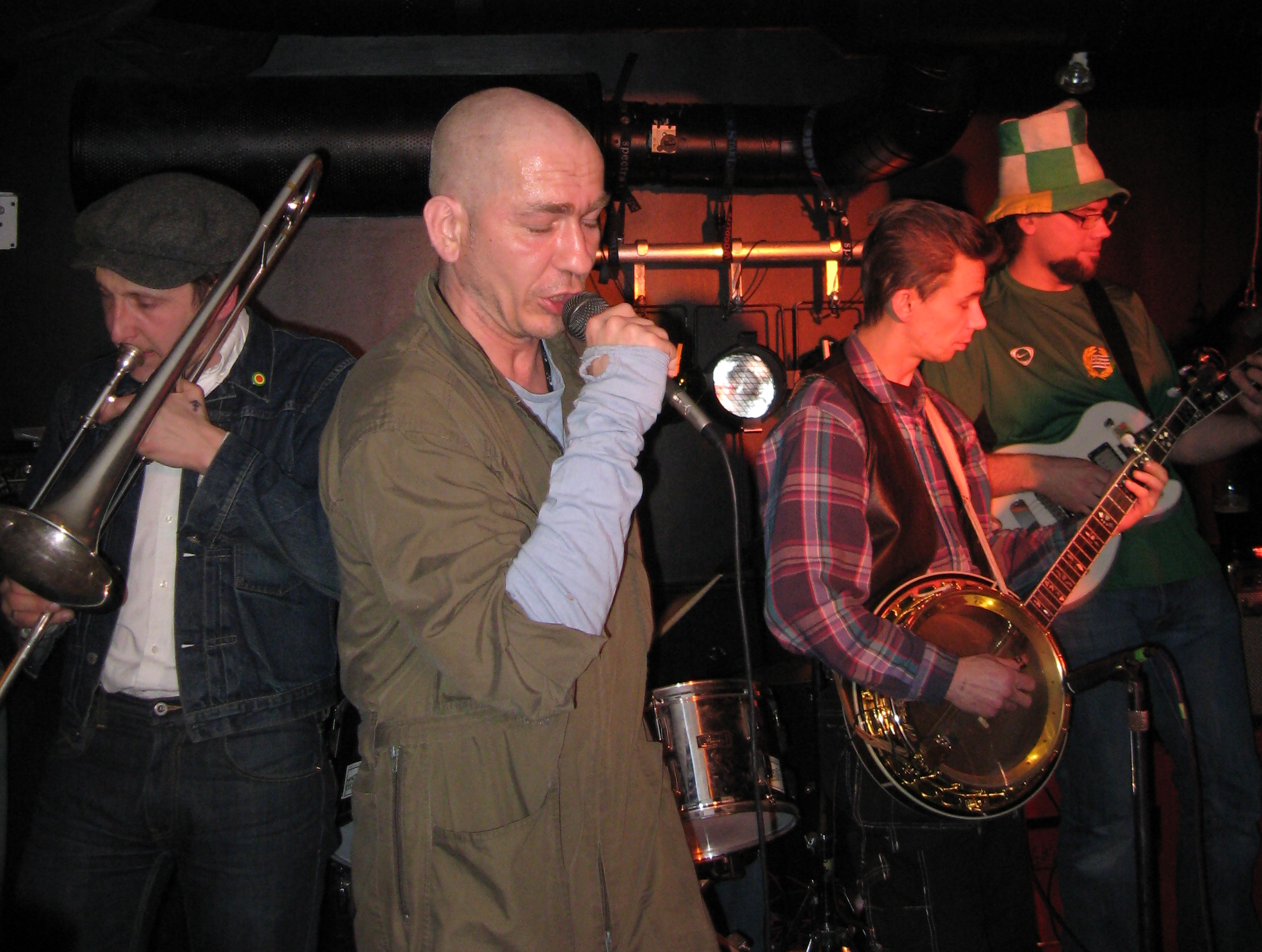
Molly spelar i Stockholm, 2008.

Molly (tidigare: Molly McGuires) är var en svensk musikgrupp som blandade irländsk folkmusik med ska och oi. Senare kom det även influenser från svensk folkmusik och klezmer.

## Diskografi
- Raj-Raj (på Sista Bussen)
- 1995 Mollyfied (på Deaf&Dumb)